# Melville (Île-du-Prince-Édouard)
Pour les articles homonymes, voir Melville.
Melville est une communauté dans le comté de Queens sur l'Île-du-Prince-Édouard, Canada, à l'ouest de Murray River.